# Ђесо (Месина)
Ђесо је насеље у Италији у округу Месина, региону Сицилија.
Према процени из 2011. у насељу је живело 549 становника. Насеље се налази на надморској висини од 269 м.